# Trešnjevica (Paraćin)
Pour les articles homonymes, voir Trešnjevica.
Trešnjevica (en serbe cyrillique : Трешњевица) est un village de Serbie situé dans la municipalité de Paraćin, district de Pomoravlje. Au recensement de 2011, il comptait 879 habitants.

## Démographie

### Évolution historique de la population
| 1948  | 1953  | 1961  | 1971  | 1981  | 1991  | 2002  | 2011 |
| ----- | ----- | ----- | ----- | ----- | ----- | ----- | ---- |
| 1 521 | 1 601 | 1 753 | 1 785 | 1 769 | 1 476 | 1 137 | 879  |

|  |